# 德瓦尔斯霍拉
德瓦尔斯霍拉（Devarshola），是印度泰米尔纳德邦The Nilgiris县的一个城镇。总人口23085（2001年）。

## 人口
该地2001年总人口23085人，其中男性11439人，女性11646人；0—6岁人口2955人，其中男1446人，女1509人；识字率68.17%，其中男性为74.71%，女性为61.75%。